# فرانسیس آلن
فرانسیس الیزابت فران آلن (به انگلیسی: Frances Elizabeth "Fran" Allen؛ ۴ اوت ۱۹۳۲ – ۴ اوت ۲۰۲۰) دانشمند آمریکایی علوم رایانه بود.

## تحصیلات
فرانسیس آلن در سال ۱۹۵۴ مدرک کارشناسی ریاضی خود را از دانشگاه ایالتی نیویورک در آلبانی و سه سال بعد کارشناسی ارشد کامپیوترش را از دانشگاه میشیگان دریافت کرد.

## کار
آلن کارش را با تدریس ریاضی کاربردی به کودکان شروع کرد. شرایط بد مالی او را مجبور کرد تا برای پرداخت بدهی‌هایش به فکر کار دیگری باشد و در شرکت آی‌بی‌ام به‌کار مشغول شد و مدت کوتاهی در آنجا به تدریس پرداخت. پس از آن در زمینه بهینه‌سازی و توسعه کامپایلرها شروع به کار کرد و سپس به طراحی و ساختاربندی زبان‌های برنامه‌نویسی پرداخت و به‌سرعت پیشرفت کرد. در سال ۱۹۸۹ اولین زنی بود که در شمار اعضای کلیدی آی‌بی‌ام درآمد و در سال ۱۹۹۵ نیز به سمت رئیس آکادمی فناوری این شرکت انتخاب شد.

## جوایز و افتخارات

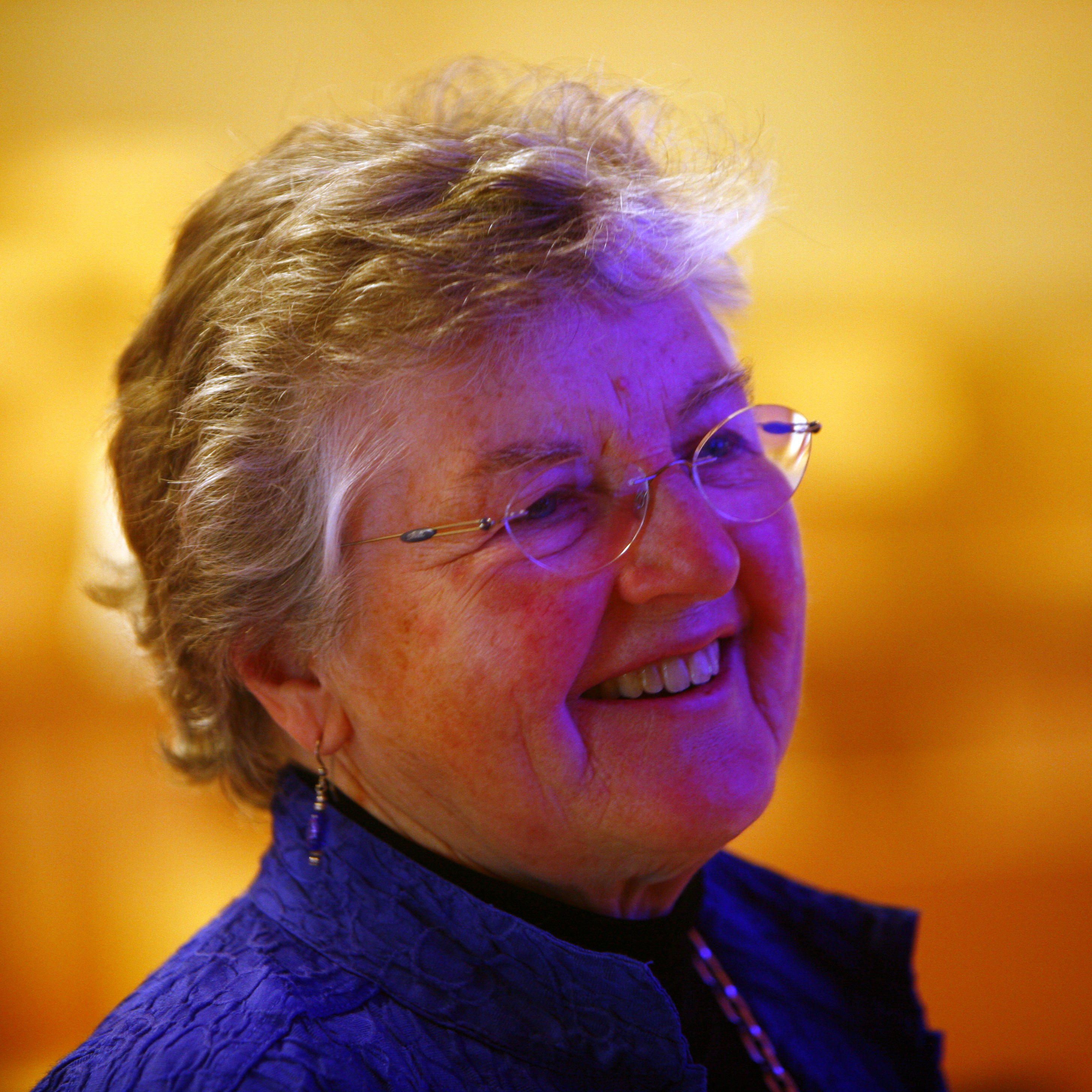

فرانسیس آلن در فوریه سال ۲۰۰۷ موفق شد جایزه تورینگ سال ۲۰۰۶ را از ای‌سی‌ام دریافت کند. او اولین زنی است که توانسته این جایزه را کسب کند. او قول داد جایزه ۱۰۰هزار دلاری خود را صرف کمک به آموزش دختران در کشورهای درحال‌توسعه کند.
آلن در طی این سال‌ها جوایز دیگری نیز دریافت کرده‌است که از آن جمله می‌توان جایزه آنیتا بورگ (Anita Borg) برای رهبری فنی را نام برد که در مراسم زنان در تکنولوژی سال ۲۰۰۴ به او اهدا شد.
همچنین آلن در سال ۱۹۹۱ نیز موفق به دریافت دکترای افتخاری علوم از دانشگاه آلبرتا شد.